# William Ernesto Iraheta Rivera
William Ernesto Iraheta Rivera (* 24. Januar 1962 in Jayaque, Departamento La Libertad, El Salvador) ist ein salvadorianischer römisch-katholischer Priester. Er wurde 2016 Bischof von Santiago de María.

## Leben
William Ernesto Iraheta Rivera empfing am 27. Dezember 1988 das Sakrament der Priesterweihe für das Erzbistum San Salvador.
Am 4. Januar 2016 ernannte ihn Papst Franziskus zum Bischof von Santiago de María. Der emeritierte Bischof von Santiago de María, Rodrigo Orlando Cabrera Cuéllar, spendete ihm am 12. März desselben Jahres die Bischofsweihe; Mitkonsekratoren waren der Apostolische Nuntius in El Salvador, Erzbischof Léon Kalenga Badikebele, und der Erzbischof von San Salvador, José Luis Escobar Alas.